# Литванија на Светском првенству у атлетици на отвореном 2015.
Литванија је на Светском првенству у атлетици на отвореном 2015. одржаном у Пекингу од 22. до 30. августа, учествовала дванаести пут, односно учествовала је под данашњим именом на свим првенствима од 1993. до данас. Репрезентацију Литваније представљало је 11 атлетичара (4 мушкарца и 7 жена), који су се такмичили у 10 дисциплина (4 мушке и 6 женских).,
На овом првенству Литванија није освојила ниједну медаљу али су оборена два лична рекорда и остварена четири најбоља лична резултата сезоне. У табели успешности према броју и пласману такмичара који су учествовали у финалним такмичењима (првих 8 такмичара) Литванија је са 1 учесником у финалу делила 63. место са освојеним 1 бодом.
| Плас. | Земља     | 1. место | 2. место | 3. место | 4. место | 5. место | 6. место | 7. место | 8. место | Бр. финал. | Бод. |
| ----- | --------- | -------- | -------- | -------- | -------- | -------- | -------- | -------- | -------- | ---------- | ---- |
| =63.  | Литванија | 0        | 0        | 0        | 0        | 0        | 0        | 1        | 0        | 1          | 2    |

## Учесници
| Мушкарци: - Мариус Шавелскис — 20 км ходање - Тадас Шушкевичиус — 50 км ходање - Рајвидас Станис — Скок увис - Андријус Гуџијус — Бацање диска | Жене: - Раша Драздаускаите — Маратон - Егле Стаисиунаите — 400 м препоне - Бригита Вирбалите — 20 км ходање - Неринга Ајдјетите — 20 км ходање - Ајрине Палшуте — Скок увис - Довиле Дзиндзалетајте — Троскок - Зинаида Сендриуте — Бацање диска |  |

## Резултати

### Мушкарци
| Атлетичар         | Дисциплина   | Лични рекорд | Квалификаије        | Квалификаије        | Финале                   | Финале                   | Детаљи |
| Атлетичар         | Дисциплина   | Лични рекорд | Резултат            | Место               | Резултат                 | Место                    | Детаљи |
| ----------------- | ------------ | ------------ | ------------------- | ------------------- | ------------------------ | ------------------------ | ------ |
| Мариус Шавелскис  | 20 км ходање | 1:23:52      |                     |                     | Дисквалификован 10—15 км | Дисквалификован 10—15 км |        |
| Тадас Шушкевичиус | 50 км ходање | 3:51:58      | 3:56:27 ЛРС         | 22 / 38 (54)        |                          |                          |        |
| Рајвидас Станис   | Скок увис    | 2,31         | без исправног скока | без исправног скока | Није се пласирао         | Није се пласирао         |        |
| Андријус Гуџијус  | Бацање диска | 66,11        | 62,22               | 9. у гр. А          | Није се пласирао         | 14 / 30 (31)             |        |

### Жене
| Атлетичарка           | Дисциплина    | Лични рекорд | Квалификаије     | Квалификаије     | Полуфинале   | Полуфинале | Финале            | Финале        | Детаљи |
| Атлетичарка           | Дисциплина    | Лични рекорд | Резултат         | Место            | Резултат     | Место      | Резултат          | Место         | Детаљи |
| --------------------- | ------------- | ------------ | ---------------- | ---------------- | ------------ | ---------- | ----------------- | ------------- | ------ |
| Раша Драздаускаите    | Маратон       | 2:29:29      |                  |                  |              |            | 2:31:23 ЛРС       | 11 / 52 (68)  |        |
| Егле Стаисиунаите     | 400 м препоне | 56,36        | 56,17 КВ ЛР      | 4. у гр. 1       | 56,48        | 8. у гр. 2 | Није се пласирала | 22 / 37       |        |
| Бригита Вирбалите     | 20 км ходање  | 1:30:37      |                  |                  |              |            | 1:30:20 ЛР        | 7 / 42 (50)   |        |
| Неринга Ајдјетите     | 20 км ходање  | 1:29:01      | дисквалификована | дисквалификована |              |            |                   |               |        |
| Ајрине Палшуте        | Скок увис     | 1,98 НР      | 1,89             | 6. у гр А        |              |            | Нису се пласирале | =14 / 28 (30) |        |
| Довиле Дзиндзалетајте | Троскок       | 14,23 НР     | 13,58            | 11. у гр А       | 19 / 27 (28) |            | Нису се пласирале |               |        |
| Зинаида Сендриуте     | Бацање диска  | 65,97        | 60,33            | 7. у гр А        | 13 / 31      |            | Нису се пласирале |               |        |